# Flying Squirrels de Richmond
Les Flying Squirrels de Richmond (en anglais : Richmond Flying Squirrels) sont une équipe de ligue mineure de baseball basée à Richmond. Affiliés aux Giants de San Francisco de la Ligue majeure de baseball, les Flying Squirrels jouent au niveau AA en Eastern League. 

## Histoire

### Histoire du club
Avant d'évoluer au Diamond, le club (et ses différentes appellations) a souvent évolué au Senator Thomas J. Dodd Memorial Stadium, entre 1995 et 2009.

### Historique des noms
- Navigators de Norwich (1995-2005)
- Defenders du Connecticut (2006-2009)
- Flying Squirrels de Richmond (depuis 2010)

## Palmarès
- Champion de l'Eastern League : 2002
- Vice-champion de l'Eastern League : 1999, 2009